# Tapeinostemon zamoranum
Tapeinostemon zamoranum är en gentianaväxtart som beskrevs av Julian Alfred Steyermark. Tapeinostemon zamoranum ingår i släktet Tapeinostemon och familjen gentianaväxter. Inga underarter finns listade i Catalogue of Life.